# Gaby Grotenclaes
Gabrielle (Gaby) Grotenclaes, ook gekend als Lebeau-Grotenclaes, (10 mei 1954) is een Belgische oud-atlete. Ze was gespecialiseerd in het speerwerpen en behaalde vier Belgische titels.

## Biografie
Grotenclaes werd tussen 1978 en 1984 viermaal Belgisch kampioene speerwerpen.

### Clubs
Grotenclaes was aangesloten bij LAC Eupen.

## Belgische kampioenschappen
| Onderdeel   | Jaar                   |
| ----------- | ---------------------- |
| speerwerpen | 1978, 1979, 1981, 1984 |

## Persoonlijk record
| Onderdeel   | Prestatie | Datum           | Plaats       |
| ----------- | --------- | --------------- | ------------ |
| speerwerpen | 50,82 m   | 5 augustus 1979 | Blankenberge |

## Palmares

### speerwerpen
- 1978:  BK AC - 47,02 m
- 1979:  BK AC - 49,48 m
- 1981:  BK AC - 45,38 m
- 1982:  BK AC - 42,00 m
- 1984:  BK AC - 45,04 m

## Onderscheidingen
- 1984: Grand Prix LBFA